# Tarantini (futebolista português)
Ricardo José Vaz Alves Monteiro (nascido em 7 de outubro de 1983), conhecido como Tarantini, é um futebolista profissional português que joga no Rio Ave FC como meio-campista ofensivo.
Ele passou a maior parte de sua carreira no Rio Ave, fazendo mais de 400 jogos, incluindo mais de 300 na Primeira Liga. Anteriormente, ele jogou 112 jogos e marcou 21 gols na Segunda Liga por três outros clubes.

## Carreira nos clubes
Nascido na aldeia de Gestaçô, em Baião, Tarantini ganhou o apelido por sua semelhança física com o jogador de futebol argentino Alberto Tarantini. Começou a jogar futebol no Amarante FC, permanecendo oito anos nas camadas jovens do clube, depois estreou-se como profissional no SC Covilhã em 2002. Alternou entre a segunda e a terceira divisões até 2008, jogando também pelo Gondomar SC e o Portimonense SC.
Em 2008, Tarantini assinou contrato com o Rio Ave F.C. da Primeira Liga, fazendo sua estreia na competição dia 24 de agosto em um empate em casa por 1-1 contra o S.L. Benfica e a terminou a sua temporada de estreia com 20 jogos na liga terminando em 12ª lugar.
Tarantini marcou seu primeiro gol na primeira divisão do futebol português em 10 de abril de 2011, marcando o último em uma goleada fora de casa por 6–1 contra o F.C. Paços de Ferreira. A campanha de 2012-2013 foi a mais produtiva de sua carreira com seis gols na liga - sete no total - incluindo dois em um empate por 2-2 contra o atual campeão FC Porto em 29 de setembro.
Em 2013–14, Tarantini jogou 37 jogos no total, quando o Rio Ave alcançou as finais da Taça de Portugal e Taça da Liga, perdendo ambas para o S.L. Benfica. Na quarta eliminatória, em 10 de novembro de 2013, ele abriu o placar em uma vitória em casa por 4–2 sobre o Sertanense F.C. no Estádio dos Arcos. No dia 10 de agosto, na Supertaça Cândido de Oliveira contra o mesmo adversário das finais anteriores, jogou os 120 minutos do empate sem gols e fez a primeira cobrança do Rio Ave na disputa de pênaltis, defendido por Artur Moraes cujo time terminou vitorioso.
Tarantini permaneceu regular na temporada 2019-20, com o Rio Ave terminando em quinto lugar e com um recorde de 55 pontos. Em 22 de fevereiro, ele fez seu 400º jogo pelo Rio Ave em uma vitória por 2–1 no C.D. Tondela.